# Kilonia
Kilonia (niem. Kiel) – miasto na prawach powiatu w Niemczech, stolica kraju związkowego Szlezwik-Holsztyn (Schleswig-Holstein). Obecnie (stan na grudzień 2021) liczy 246 243 mieszkańców i należy do 30 największych miast w Niemczech.
Kilonia leży nad Zatoką Kilońską w południowo-zachodniej części Morza Bałtyckiego. Jest jednym z większych portów na Bałtyku i jednym z większych w Niemczech. Pod Kilonią znajduje się wejście do Kanału Kilońskiego, łączącego Morze Bałtyckie (Zatoka Kilońska) z Morzem Północnym (u ujścia Łaby).

## Historia

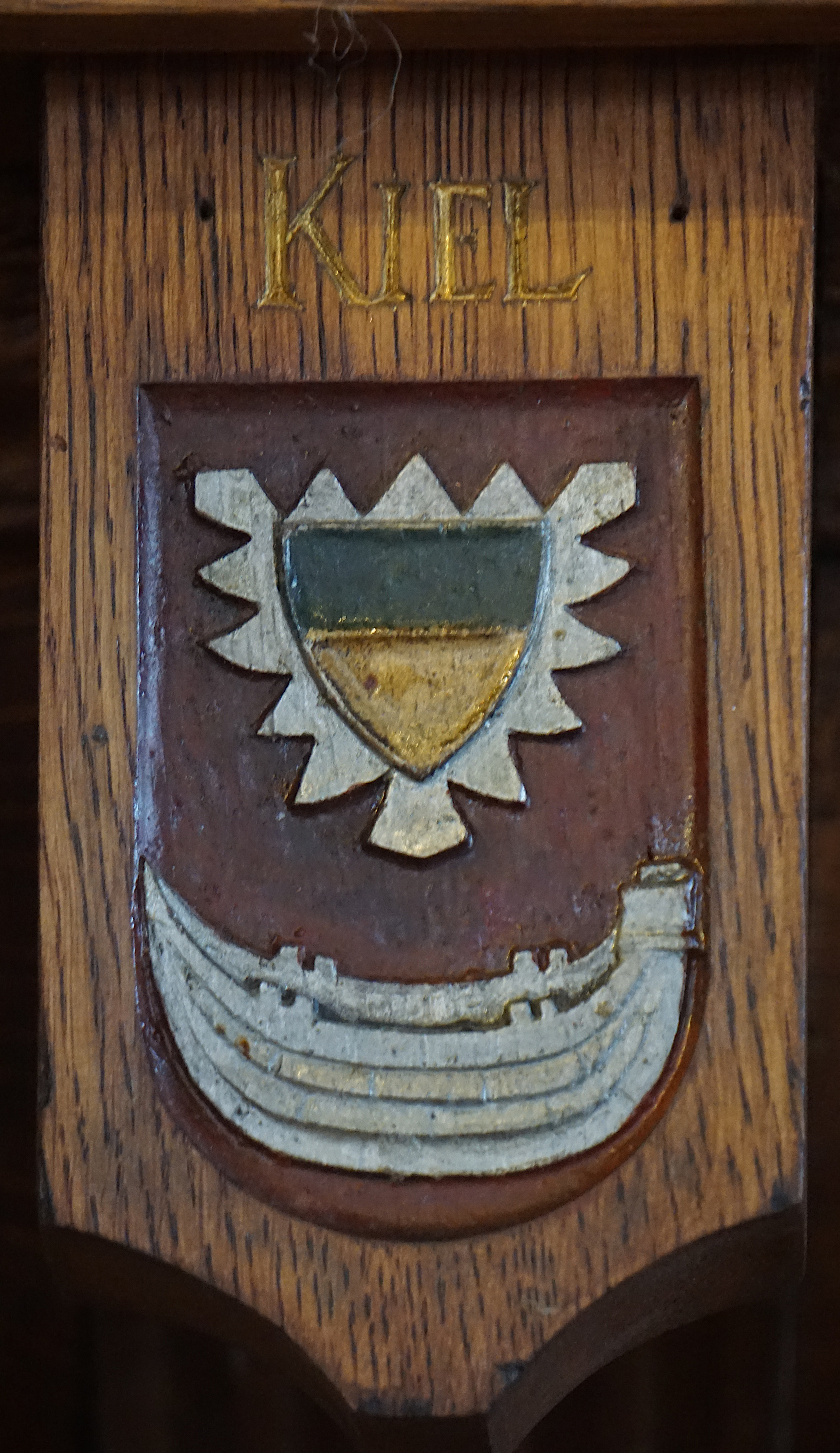
Herb Kilonii w sali plenarnej staromiejskiego ratusza w Gdańsku

Zatokę Kilońską prawdopodobnie jako pierwsi zasiedlili Normanowie lub wikingowie, którzy najeżdżali te tereny i usiłowali bezskutecznie kolonizować. Samo miasto zostało założone w roku 1233 jako Holstenstadt tom Kyle przez hrabiego Adolfa IV Holsztyńskiego. Jako stolica hrabstwa (a następnie księstwa) Kilonia należała do Świętego Cesarstwa Rzymskiego, a położona była zaledwie kilka kilometrów od granicy z Danią. Od roku 1284 była członkiem Ligi Hanzeatyckiej, z której wykluczono ją w 1518 roku za dawanie schronienia piratom. W roku 1431 po raz pierwszy zorganizowano w mieście targi Kieler Umschlag, które były głównym rynkiem towarowo-pieniężnym regionu, ale zaczęły tracić na znaczeniu w połowie XIX wieku (ostatnie odbyły się w roku 1900), lecz ostatnio zostały odtworzone.
Miejscowy uniwersytet został założony 29 września 1665 roku przez Chrystiana Albrechta, księcia Holstein-Gottorp. Na tej uczelni pobierało nauki i wykładało wielu znanych naukowców, jak Theodor Mommsen i Max Planck.
Od roku 1773 do 1864 miasto było własnością królów Danii. Jednak, ponieważ król władał Holsztynem jako lennik Świętego Cesarstwa Rzymskiego poprzez unię personalną, miasto nie zostało włączone do państwa duńskiego, a należało do Rzeszy. Nawet po upadku Cesarstwa, co nastąpiło w roku 1806, król duński władał Kilonią jedynie jako książę Holsztynu, który w roku 1815 wszedł w skład Związku Niemieckiego. W roku 1848, kiedy w Szlezwiku wybuchła antyduńska rebelia (tzw. I wojna o Szlezwik), Kilonia została stolicą Szlezwiku-Holsztynu i była nią do zajęcia przez Duńczyków w roku 1850.
W 1864 roku, podczas wojny duńskiej, Kilonia i reszta ziem księstw Szlezwiku i Holsztynu zostały zagarnięte przez sprzymierzone siły Związku Niemieckiego, Cesarstwa Austriackiego i Królestwa Prus. Po wojnie Kilonia była przez krótki czas administrowana wspólnie przez Austriaków i Prusaków, ale wojna prusko-austriacka w roku 1866 doprowadziła do powstania prowincji Szlezwik-Holsztyn i tym samym włączenia Kilonii do Prus. 24 marca 1867 król Wilhelm I przeniósł bazę pruskiej Floty Bałtyckiej z Gdańska do Kilonii. Gdy w roku 1871 Wilhelm I został cesarzem, wyznaczył Kilonię i Wilhelmshaven Reichskriegshäfen (wojennymi portami Rzeszy) i od tego momentu rozpoczął się dynamiczny rozwój miasta. W roku 1877 założono, pod patronatem księcia Henryka, słynny później Kiloński Jacht Klub. Cesarz Wilhelm II został jego komodorem w 1891 roku. W związku z nową rolą głównej bazy marynarki, miasto zaczęło się szybko rozwijać. W 1864 miało 18 770 mieszkańców, a w 1910 około 200 000. Większa część centrum starego miasta została wyburzona i zabudowana od nowa. Powstała stocznia, która dała zatrudnienie tysiącom ludzi. Bezpośrednio przy stoczni zostały zbudowane nowe osiedla dla robotników. Uruchomiona w roku 1881 miejska sieć tramwajowa do wybuchu II wojny światowej miała już 10 linii o długości 40 km.
3 listopada 1918 roku w Kilonii doszło do buntu marynarzy, który stał się zarzewiem rewolucji niemieckiej: tuż przed zakończeniem działań I wojny światowej stacjonujące w Kilonii okręty Hochseeflotte otrzymały rozkaz wyjścia w morze i stoczenia ostatniej wielkiej bitwy z Royal Navy. Marynarze, dla których zadanie to równało się z samobójstwem, uznali, że nie mają nic do stracenia i odmówili wyjścia z portu. Akcja marynarzy i brak zdecydowanej reakcji rządu zaogniły napiętą sytuację, co skutkowało wybuchem rewolucji, która doprowadziła do likwidacji cesarstwa i powstania Republiki Weimarskiej. Po zakończeniu I wojny światowej rozpoczął się upadek gospodarczy Kilonii. Zmniejszenie liczebności Cesarskiej Marynarki Wojennej, brak zamówień na zbrojenia marynarzy i zubożenie społeczeństwa spowodowały kryzys przemysłu stoczniowego. 
Podczas II wojny światowej Kilonia nadal była wielką bazą marynarki i centrum przemysłu stoczniowego III Rzeszy. W okolicach miasta znajdowały się liczne obozy pracy przymusowej, dające miejscowym zakładom przemysłowym darmową siłę roboczą. Ze względu na swój status portowego miasta i ośrodka budowy okrętów podwodnych, Kilonia była celem ciężkich bombardowań alianckich, które doprowadziły do zniszczenia ponad 80% pozostałości starego miasta, 72% śródmiejskich dzielnic mieszkalnych i 83% obszarów przemysłowych. W nocy 23/24 lipca 1944 roku samoloty myśliwskie Luftwaffe próbowały przechwycić grupę samolotów RAFu, która była jedynie przynętą, podczas gdy siły główne zaatakowały miasto; efektem tego nalotu był brak wody przez trzy dni; tramwaje i autobusy nie kursowały przez osiem dni, a gazu do gotowania nie było przez trzy tygodnie. W okresie od 20 lutego do 20 kwietnia 1945 roku kilkakrotnie bombardowany był obszar portu; wyeliminowano wówczas wiele u-bootów i kilka wielkich okrętów (Admiral Hipper, Admiral Scheer i Köln).
Wprawdzie miasto znajdowało się poza linią frontu, jednak mimo to miasto, port i kanał zostały zajęte 5 maja przez Brytyjczyków. Ta akcja zapobiegła zajęciu miasta przez Sowietów, których alianci podejrzewali, że po zajęciu wkroczą do Danii naruszając postanowienia porozumienia z Jałty.

## Dzielnice

Dzielnice Kilonii

W skład miasta wchodzi 30 dzielnic (Stadtteil): Altstadt, Blücherplatz, Brunswik, Damperhof, Düsternbrook, Ellerbek, Elmschenhagen, Exerzierplatz, Friedrichsort, Gaarden-Ost, Gaarden-Süd und Kronsburg, Hassee, Hasseldieksdamm, Holtenau, Meimersdorf, Mettenhof, Moorsee, Neumühlen-Dietrichsdorf, Pries, Ravensberg, Rönne, Russee, Schilksee, Schreventeich, Suchsdorf, Südfriedhof, Vorstadt, Wellingdorf, Wellsee oraz Wik.

## Oświata
Od 1655 roku w mieście działa Uniwersytet Chrystiana Albrechta.

## Transport
W mieście znajduje się stacja kolejowa Kiel Hauptbahnhof. W jej bezpośrednim sąsiedztwie położone są dwa terminale promowe (Schwedenkai oraz Norwegenkai), posiadające regularne codzienne połączenia do Göteborga (linia Stena Line) oraz Oslo (linia Color Line).

## Sport
- Holstein Kiel – klub piłki nożnej
- THW Kiel – klub piłki ręcznej mężczyzn
- Kiel Baltic Hurricanes – klub futbolu amerykańskiego

## Współpraca
Miejscowości partnerskie:
- Brest (Francja), od 1964
- Coventry (Wielka Brytania), od 1967
- Gdynia (Polska), od 1985
- Królewiec (Rosja), od 1992
- Sowieck (Rosja), od 1992
- Stralsund (Meklemburgia-Pomorze Przednie), od 1987
- Tallinn (Estonia), od 1986
- Vaasa (Finlandia), od 1967